# Hanska, Minnesota
Hanska là một thành phố thuộc quận Brown, tiểu bang Minnesota, Hoa Kỳ. Năm 2010, dân số của thành phố này là 402 người.

## Dân số
- Dân số năm 2000: 443 người.
- Dân số năm 2010: 402 người.